# Gorokan
Gorokan är en del av en befolkad plats i Australien. Den ligger i kommunen Wyong Shire och delstaten New South Wales, i den sydöstra delen av landet, omkring 72 kilometer norr om delstatshuvudstaden Sydney.
Närmaste större samhälle är Bateau Bay, omkring 15 kilometer söder om Gorokan. Genomsnittlig årsnederbörd är 1 393 millimeter. Den regnigaste månaden är februari, med i genomsnitt 222 mm nederbörd, och den torraste är juli, med 42 mm nederbörd.